# Marc Gicquel
Marc Gicquel (ur. 30 marca 1977 w Tunisie) – francuski tenisista pochodzenia tunezyjskiego, zwycięzca turniejów rangi ATP World Tour w grze podwójnej.

## Kariera tenisowa
Jako zawodowy tenisista Gicquel występował w latach 1999–2014.
W grze pojedynczej zwyciężał wielokrotnie w turniejach rangi ATP Challenger Tour. W rozgrywkach z cyklu ATP World Tour Francuz osiągnął trzy finały, dwukrotnie w Lyonie (lata 2006 i 2007) oraz w 2008 roku na trawiastych kortach w ’s-Hertogenbosch.
W rozgrywkach deblowych triumfował cztery razy w turniejach ATP World Tour oraz jest uczestnikiem trzech finałów.
Najwyżej sklasyfikowany w rankingu singlistów był na 37. miejscu we wrześniu 2008 roku, z kolei w zestawieniu deblistów w styczniu 2009 roku zajmował 38. pozycję.

### Finały w turniejach ATP World Tour
| Legenda                                      |
| -------------------------------------------- |
| Wielki Szlem                                 |
| Igrzyska olimpijskie                         |
| Tennis Masters Cup / ATP Finals              |
| ATP Masters Series / ATP Tour Masters 1000   |
| ATP International Series Gold / ATP Tour 500 |
| ATP International Series / ATP Tour 250      |

#### Gra pojedyncza (0–3)
| Końcowy wynik | Nr | Data                 | Turniej          | Nawierzchnia    | Przeciwnik         | Wynik finału |
| ------------- | -- | -------------------- | ---------------- | --------------- | ------------------ | ------------ |
| Finalista     | 1. | 29 października 2006 | Lyon             | Dywanowa (hala) | Richard Gasquet    | 3:6, 1:6     |
| Finalista     | 2. | 28 października 2007 | Lyon             | Dywanowa (hala) | Sébastien Grosjean | 6:7(2), 4:6  |
| Finalista     | 3. | 21 czerwca 2008      | ’s-Hertogenbosch | Trawiasta       | David Ferrer       | 4:6, 2:6     |

#### Gra podwójna (4–3)
| Końcowy wynik | Nr | Data             | Turniej     | Nawierzchnia  | Partner            | Przeciwnicy                           | Wynik finału   |
| ------------- | -- | ---------------- | ----------- | ------------- | ------------------ | ------------------------------------- | -------------- |
| Finalista     | 1. | 15 lipca 2007    | Gstaad      | Ceglana       | Florent Serra      | František Čermák Pavel Vízner         | 5:7, 7:5, 7–10 |
| Finalista     | 2. | 5 stycznia 2008  | Ćennaj      | Twarda        | Markos Pagdatis    | Sanchai Ratiwatana Sonchat Ratiwatana | 4:6, 5:7       |
| Zwycięzca     | 1. | 17 sierpnia 2008 | Waszyngton  | Twarda        | Robert Lindstedt   | Bruno Soares Kevin Ullyett            | 7:6(6), 6:3    |
| Zwycięzca     | 2. | 11 stycznia 2009 | Brisbane    | Twarda        | Jo-Wilfried Tsonga | Fernando Verdasco Mischa Zverev       | 6:4, 6:3       |
| Zwycięzca     | 3. | 10 stycznia 2010 | Brisbane    | Twarda        | Jérémy Chardy      | Lukáš Dlouhý Leander Paes             | 6:3, 7:6(5)    |
| Zwycięzca     | 4. | 10 lutego 2013   | Montpellier | Twarda (hala) | Michaël Llodra     | Johan Brunström Raven Klaasen         | 6:3, 3:6, 11–9 |
| Finalista     | 3. | 9 lutego 2014    | Montpellier | Twarda (hala) | Nicolas Mahut      | Nikołaj Dawydienko Denis Istomin      | 4:6, 6:1, 7–10 |